# Dote (società)

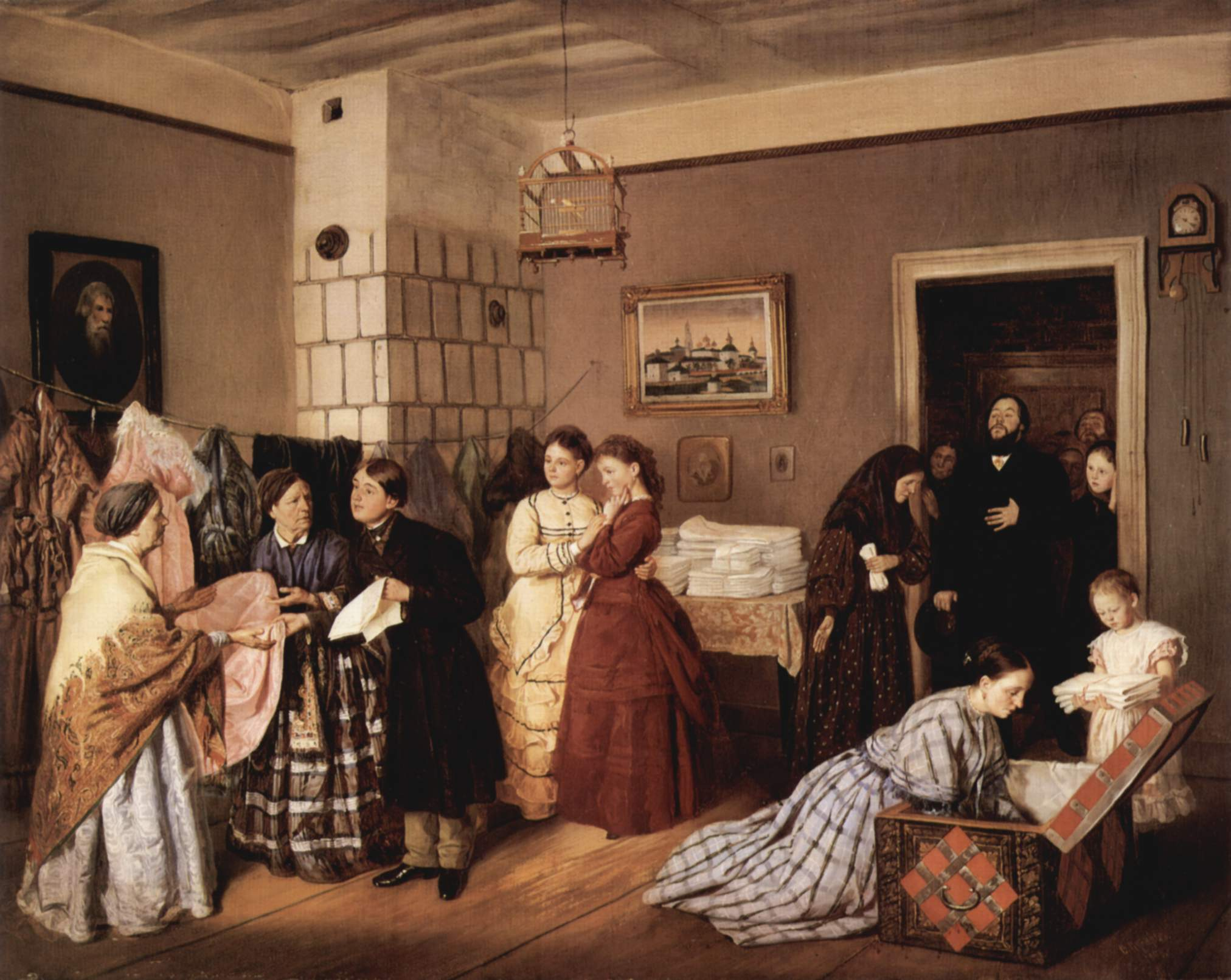
La dote, opera del pittore russo Vasili Pukirev (XIX secolo)

La dote è l'insieme dei beni che la famiglia di una sposa conferisce allo sposo con il matrimonio.
Insieme al prezzo della sposa e alla controdote è alla base delle trattative matrimoniali della maggior parte delle culture tradizionali. L'usanza della dote è più comune nelle culture che sono fortemente patrilineari e che si aspettano che le donne risiedano nei pressi o con la famiglia del marito.

## Funzione della dote

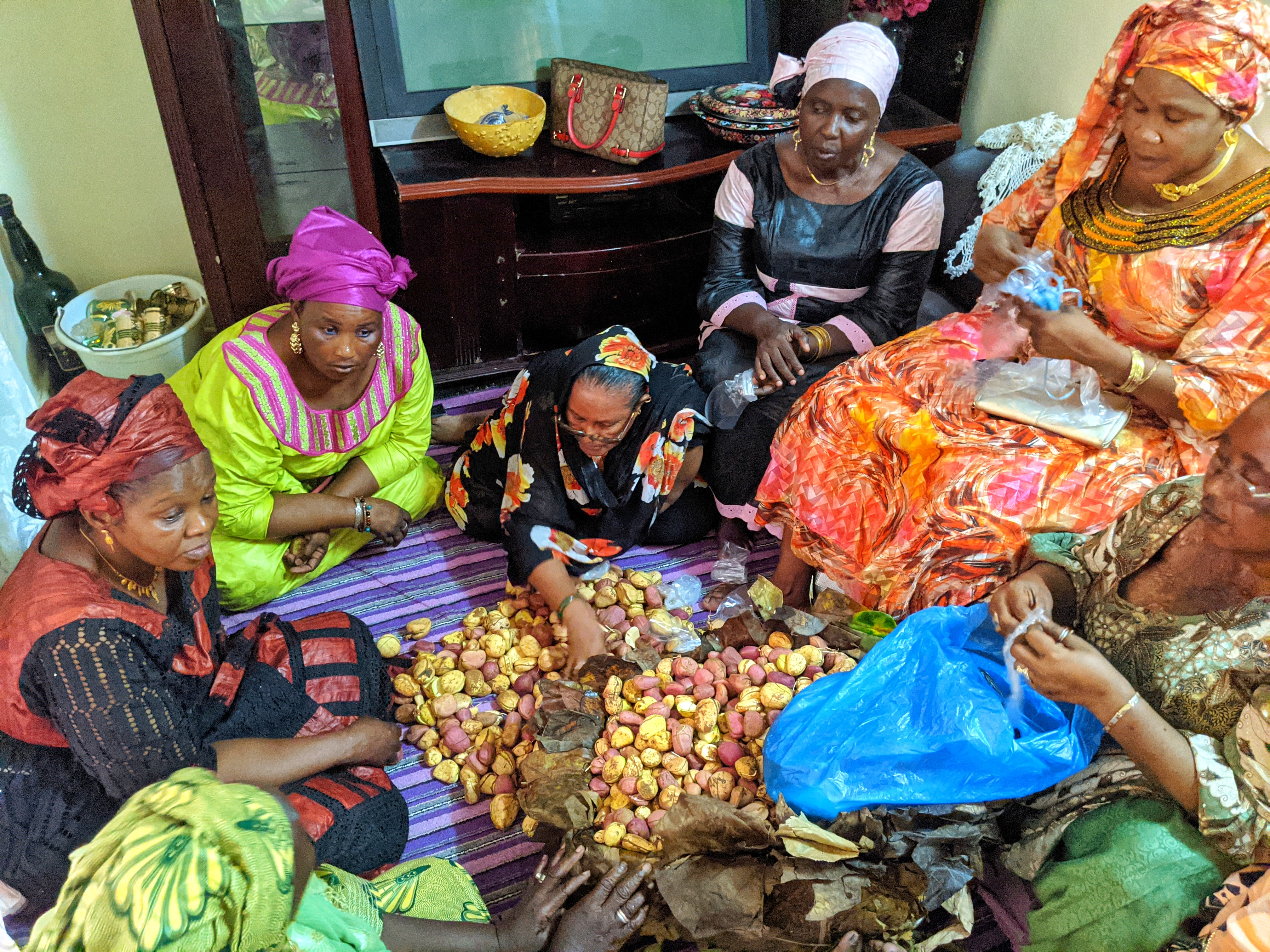
Cerimonia di dote di una giovane donna maliana. Le donne (madri, zie e suocere) della sposa procedono ad aprire il sacchetto di semi di cola, elemento simbolico (2021)

In molte culture, tra cui quelle europee (partendo dal diritto romano), la dote è stata essenziale al vincolo matrimoniale delle classi abbienti.
Variando molto a seconda dell'epoca, del paese, del diritto e del tipo di contratto matrimoniale scelto dai contraenti e dalle loro famiglie, la dote ha assunto diversi significati: contributo da parte della famiglia della sposa alle spese del matrimonio e ai beni della nuova famiglia, valorizzazione della sposa, indennizzo/anticipazione alla figlia dell'eredità dei genitori in occasione del suo distacco dalla famiglia di origine, tutela della moglie grazie alla cessione al marito del solo usufrutto dei beni oppure grazie all'obbligo di restituzione della dote in caso di separazione o morte del marito oppure grazie al necessario consenso di lei nell'uso dei beni, ritorno dei beni residui alla famiglia originaria di lei in caso di morte della moglie.
La presenza o l'assenza di alcuni dei suddetti aspetti ha fatto sì che la dote potesse essere una forma di tutela della sposa ma anche il contrario, arrivando ad essere uno dei moventi non solo del matrimonio ma anche della separazione o dell'omicidio della sposa. L'applicazione o meno dei suddetti criteri oltre che essere regolato dalle leggi, in epoche e contesti in cui le leggi non erano applicate o applicabili, era garantita dalle prassi delle comunità locali e il rispetto reciproco tra le famiglie.
In molti casi storici, la dote (e il matrimonio) è risultata essere una delle componenti di un vero e proprio contratto tra famiglie. Tra le componenti del contratto, il denaro versato con la dote risultava garantito dalla presenza di lei nella casa di lui, nonché dall'intromissione della famiglia (creditrice) della sposa nell'asse successorio nella famiglia (debitrice) dello sposo.
Gli studi comparativi dell'antropologo britannico Jack Goody sui vari sistemi di dote nel mondo hanno dimostrato che la dote è una forma di eredità diffuso largamente nelle società eurasiatiche, dal Giappone all'Irlanda, che praticano la "devoluzione divergente", vale a dire, che trasmettono la proprietà ai figli di entrambi i sessi. Questa pratica è diversa da quella della maggior parte delle società dell'Africa sub-sahariana, che praticano la "eredità omogenea" in cui la proprietà è trasmessa soltanto ai figli dello stesso sesso del titolare della proprietà. Queste società africane si caratterizzano per il pagamento del "prezzo della sposa", cioè il denaro, i beni o la proprietà dati dallo sposo o dalla sua famiglia ai genitori della sposa (non alla sposa stessa).
Goody ha dimostrato una correlazione storica tra le pratiche di "devoluzione divergente" (dote) e lo sviluppo dell'agricoltura intensiva con l'aratro da un lato, e tra l'ereditarietà omogenea (prezzo della sposa) e agricoltura estensiva con la zappa dall'altro. Partendo dal lavoro di Ester Boserup, Goody osserva che la suddivisione del lavoro rispetto ai sessi varia nell'agricoltura intensiva con l'aratro e nella coltivazione estensiva itinerante (shifting cultivation). Nelle regioni scarsamente popolate, dove è praticata la coltivazione itinerante, la maggior parte del lavoro è svolto dalle donne. In queste società è in uso il prezzo della sposa. Boserup inoltre associa la coltivazione itinerante con la poligamia e quindi la ricchezza della sposa viene pagata a titolo di risarcimento per la sua famiglia per la perdita del suo lavoro. Nell'agricoltura con l'aratro il lavoro è svolto in gran parte dagli uomini; in questi casi si usa la dote. Al contrario, l'agricoltura con l'aratro è associata con la proprietà privata e il matrimonio tende ad essere monogamo, per mantenere la proprietà all'interno del nucleo famigliare. I familiari prossimi sono i coniugi preferiti in modo da mantenere proprietà all'interno del gruppo.

## Storia

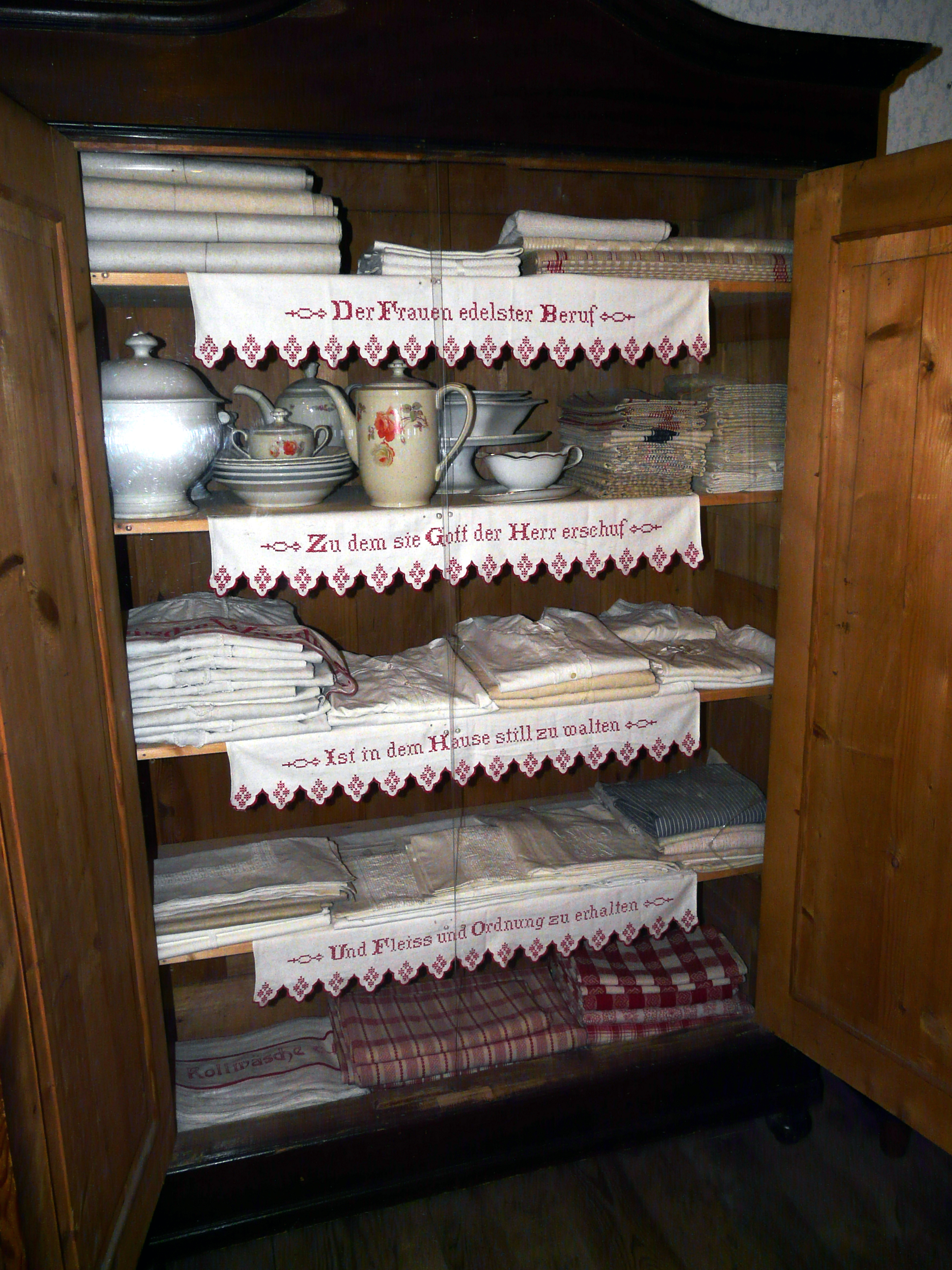
Aussteuerschrank, un armadio per la dote - Deutschen Schuhmuseum, Hauenstein.

### Babilonia
Anche nei più antichi testi a disposizione, come ad esempio il Codice di Hammurabi dell'antica Babilonia, la dote è descritta come una consuetudine già esistente. Le figlie normalmente non ereditavano nulla dal padre, in compenso con il matrimonio ricevevano una dote dai genitori, che offriva loro una sicurezza proporzionale a quanto la famiglia poteva permettersi. A Babilonia erano in uso sia la dote che il prezzo della sposa, tuttavia quest'ultimo era quasi sempre compreso nella dote. In caso di divorzio senza ragione l'uomo doveva restituire la dote alla moglie così come il prezzo della sposa andava restituito al marito. La restituzione della dote poteva essere evitata se il divorzio rientrava in uno dei casi previsti dalla legge.
La dote era amministrata dal marito come parte del patrimonio di famiglia; egli però non ne poteva disporre liberamente e legalmente la dote doveva essere mantenuta separata in quanto ci si aspettava fosse dedicata alla moglie e ai figli. La moglie aveva diritto alla sua dote alla morte del marito. In caso di morte della moglie senza figli, la sua dote ritornava alla famiglia di origine (al padre se ancora vivo, altrimenti ai fratelli) mentre in presenza di figli, andava divisa equamente tra loro ma non tra eventuali altri figli del marito da parte di altre donne.

### Antica Grecia
Nella antica Grecia la dote poteva essere dote “diretta” se costituita da beni della famiglia della sposa, o “indiretta” se proveniente da regali fatti alla sposa in occasione del matrimonio. L'ammontare della dote dipendeva dalla generosità del padre o del fratello e in generale, dipendeva da vari fattori: la ricchezza di colui che forniva la dote; il numero di fratelli e sorelle; le convenzioni in uso nel gruppo sociale al quale apparteneva la famiglia sia per quanto riguardava i beni dati al momento delle nozze che per quanto riguardava una eventuale eredità che in alcuni contesti era sostituita in tutto o in parte dalla dote. Oltre al corredo la dote poteva consistere di denaro e persino di schiavi, indice questo di grande ricchezza del padre della sposa.
La dote era vincolata: né il padre, né il tutore, né il marito o la donna stessa potevano disporne legalmente poiché garantiva la sopravvivenza della moglie anche nel caso di divorzio o vedovanza.

### Impero Romano
L'uso di trasmettere alcuni beni con il matrimonio è sancito nel diritto romano con lo scopo duplice di indennizzare la donna che uscendo dalla famiglia di origine perdeva il diritto all'eredità paterna e di contribuire alle spese del matrimonio.

### Subcontinente indiano
La pratica della dote nel subcontinente indiano è un argomento controverso. Alcuni studiosi ritengono che la dote fosse praticata nell'antichità, ma altri no. I resoconti di testimoni oculari storici suggeriscono che la dote nell'antica India era insignificante e le figlie avevano diritti di eredità, che per consuetudine venivano esercitati al momento del loro matrimonio. Le prove documentali suggeriscono che all'inizio del XX secolo, era usanza comune il prezzo della sposa piuttosto che la dote, il che spesso comportava che i ragazzi poveri rimanessero scapoli.

### Cina
La dote era comune in diversi periodi storici della Cina e continuò a esistere anche nella storia moderna. Chiamata localmente 嫁妝 (Jiàzhuāng), la dote variava da terra, gioielli, denaro a una collezione di vestiti, attrezzi da cucito e una collezione di articoli per la casa. Mann e altri scoprirono che la dote era una forma di eredità per le figlie.

### Inghilterra
Il sistema di dote inglese consentiva alla maggior parte delle famiglie nobili di far sposare le proprie figlie e quindi di ottenere legami di parentela e patronato estesi. Le figlie in grado di sposarsi erano una merce preziosa per i padri ambiziosi e l'aristocrazia inglese inviava poche delle proprie figlie idonee ai conventi.
Nell'Inghilterra vittoriana, le doti erano viste da alcuni membri della classe superiore come un pagamento anticipato dell'eredità della figlia. In alcuni casi, le figlie che non avevano ricevuto le loro doti erano le uniche eredi donne aventi diritto a parte del patrimonio quando i loro genitori morivano. Se una coppia moriva senza figli, la dote di una donna veniva spesso restituita alla sua famiglia.

### Russia
Il Domostroj, un libro di consigli russo del XVI secolo per le classi superiori, include il consiglio di mettere da parte la proprietà per scopi di dote e di usarla per accumulare biancheria, vestiti e altre cose per essa, piuttosto che dover comprare improvvisamente tutto per il matrimonio; se la figlia dovesse morire, la dote dovrebbe essere usata per fare l'elemosina e per le preghiere per la sua anima, anche se una parte potrebbe essere messa da parte per altre figlie. Nella tarda Russia zarista la dote originariamente consisteva in vestiti per la sposa e biancheria.

### Romania
In Romania, tra la fine del XVIII e l'inizio del XIX secolo (1750-1830), l'esclusione delle ragazze con dote dall'eredità familiare portò a una maggiore coesione all'interno della famiglia nucleare. I parenti maschi della moglie controllavano la dote, ma lei manteneva la proprietà esclusiva della dote e dei doni di nozze. I suoi parenti potevano perseguire il marito per aver sperperato la dote; le mogli acquisirono una certa capacità di lasciare un matrimonio violento. Il risultato a lungo termine fu una maggiore emancipazione legale delle donne, fornendo al contempo sicurezza economica alle donne divorziate, alle vedove e ai bambini.

### Americhe

#### Culture indigene
Secondo uno studio etnografico sulle culture indigene in tutto il mondo, circa il 6% delle culture indigene nordamericane praticava lo scambio reciproco, che prevedeva lo scambio di doni tra le famiglie della sposa e dello sposo. Tra le tribù delle pianure americane, veniva utilizzata una combinazione di dote e controdote. Lo sposo avrebbe fatto un regalo di cavalli ai genitori della sposa, mentre questi a loro volta avrebbero fatto un regalo allo sposo. Lo scambio era in qualche modo reciproco.

#### Messico
I coloni spagnoli portarono l'usanza della dote in Messico. Le leggi spagnole davano alle spose il diritto di controllare la propria dote dopo il matrimonio, contrariamente alla consueta pratica europea di trasferire la dote al controllo dello sposo e della sua famiglia.

#### Nuova Francia
Il governo francese si impegnò a incoraggiare il matrimonio dei soldati e dei commercianti maschi in Nuova Francia, concedendo doti alle donne disposte a recarsi nella colonia di Québec. Poiché la corona francese forniva doti a molte delle donne convinte a recarsi in Nuova Francia per sposarsi e stabilirsi lì, erano note come filles du roi (figlie del re).
I conventi del Québec, come in Europa, richiedevano una dote ai genitori delle ragazze che diventavano suore, proprio come la dote era richiesta nei matrimoni delle spose della classe alta. La Chiesa cattolica e le autorità secolari intendevano che questo requisito regolasse l'ammissione nelle comunità religiose. Le ragazze senza dote erano spesso sostenute da benefattori, tuttavia e occasionalmente i conventi abbassavano la somma richiesta per entrare nel convento.

#### Stati Uniti
La dote era un'usanza portata negli Stati Uniti dai coloni provenienti dall'Inghilterra e da altre parti d'Europa. Le figlie dei ricchi industriali del XIX secolo, che potevano ereditare grandi quantità di denaro e proprietà, ricevevano "doti" dai loro padri per sposare aristocratici europei che avevano un titolo ma poca ricchezza. Lo scambio reciproco di titoli e ricchezza elevò lo status sia della sposa che dello sposo. Un esempio è il matrimonio di Consuelo Vanderbilt con Charles Spencer-Churchill, 9º duca di Marlborough nel 1895.

#### Brasile
La dote era un'usanza portata in Brasile dai coloni portoghesi. L'economia coloniale significava che le famiglie avevano una grande posta in gioco nelle eredità di terra in particolare. Come in Europa, la figlia maggiore riceveva solitamente la dote più grande dal padre. Tuttavia, le variazioni non erano insolite, come ha dimostrato la ricerca a San Paolo, il 31% dei padri dava doti di dimensioni crescenti alle figlie più giovani e il 21% distribuiva doti senza alcun particolare favore mostrato all'ordine di nascita delle figlie.

### Medioevo ed Età moderna
La dote era ampiamente praticata in Europa fino all'inizio dell'era moderna. Gli studiosi del folklore spesso interpretano la fiaba popolare Cenerentola come la competizione tra la matrigna e la figliastra per le risorse, che può includere la necessità di fornire una dote. L'opera La Cenerentola di Gioachino Rossini rende esplicita questa base economica: Don Magnifico desidera aumentare le doti delle proprie figlie, per attrarre un partner più grande, il che è impossibile se deve fornire una terza dote.

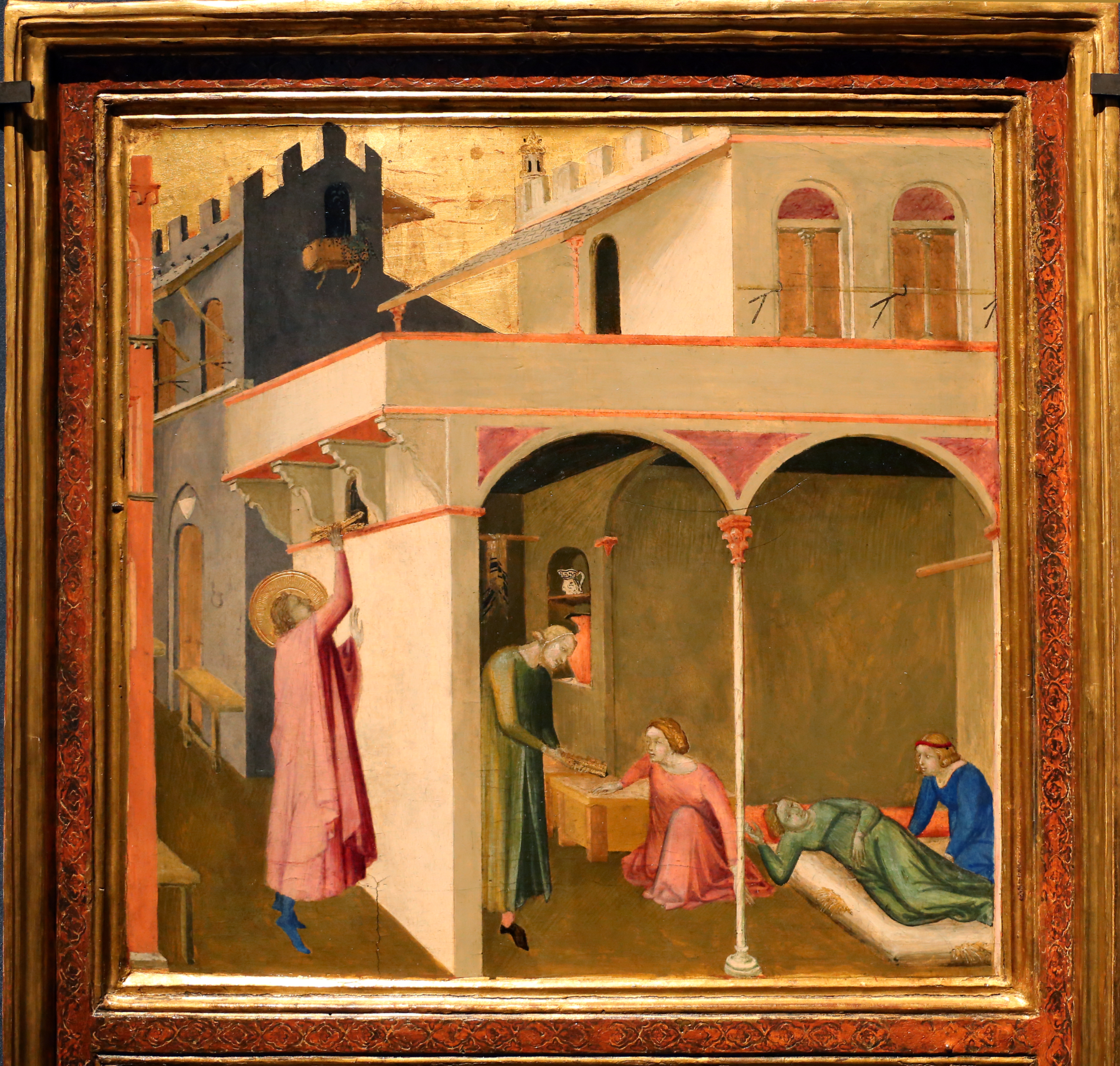
Ambrogio Lorenzetti, San Nicola regala la dote a tre fanciulle povere, 1332-1334 circa, Galleria degli Uffizi, Firenze

Il Codice Giustinianeo del VI secolo la rese obbligatoria; questo istituto, seppure modificato, sopravvisse in Italia fino al 1975, quando, con la riforma del diritto di famiglia, fu vietato.
La dote per le fanciulle era necessaria sia per contrarre matrimonio, sia per entrare in un monastero e senza di essa una ragazza, alla morte dei genitori, era essenzialmente condannata alla prostituzione e al malaffare. Per questo esistevano in Europa molte istituzioni caritatevoli che avevano tra i loro scopi principali quello di dotare le fanciulle povere, una funzione sociale che era vista di pari importanza come quelle di assistere i malati e gli indigenti, accogliere i pellegrini o proteggere i fanciulli abbandonati. In questo contesto si spiega la fortuna iconografica nell'arte medievale e rinascimentale del tema di San Nicola che dota tre fanciulle povere, un miracolo in cui il santo di Bari regala tre lingotti d'oro (o tre sfere, o tre sacchi di monete) alle figlie di un uomo poverissimo. La figura di Nicola come dotatore e "donatore" divenne poi tipica dell'Europa del nord, con "Santa Klaus" che portava i doni ai bambini e divenne "Santa Claus o Father Christmas" nei paesi anglosassoni, in Italia Babbo Natale.
In alcuni periodi, come nella Francia dell'Ancien Régime, i conventi venivano utilizzati anche da alcuni genitori per mettere le figlie meno attraenti, in modo che le figlie più adatte al matrimonio potessero avere doti più consistenti. Anche le famiglie dell'Ancien Régime che non potevano fornire una dote adeguata utilizzavano i conventi come luoghi in cui mettere le loro figlie.
Tradizionalmente in Italia nelle società contadine la dote era costituita da una cassapanca contenente il corredo che doveva consistere di un certo numero di pezzi di biancheria e stoviglie per la casa.

## Pratiche attuali

### India
Nel 1960 è stato emanato il Dowry Prohibition Act legge che vieta in India l'estorsione coniugale, pratica tutt'oggi diffusa.
In India, la dote è chiamata Dahej in Hindi, e Jahez in arabo (derivato dall'islamico Jahez-e-fatimi). In alcune zone della parte più orientale dell'India, la dote è chiamata Aaunnpot. La dote consiste nel pagamento di contanti o nel conferimento di regali da parte della famiglia della sposa alla famiglia dello sposo, in previsione del matrimonio. Esso può includere contanti, gioielli, elettrodomestici, mobili, biancheria da letto, stoviglie, utensili, auto e altri oggetti per la casa che aiutano i neo-sposi ad iniziare la propria coabitazione.
In India, il sistema dote comporta un notevole impegno finanziario per la famiglia della sposa. Il pagamento della dote è ora vietato dalla legge sulla proibizione della dote del 1961 nel diritto civile indiano, alla cui approvazione seguirono le sezioni 304b e 498a del codice penale indiano (IPC). Nonostante le leggi anti-dote in India, essa è ancora una pratica illegale comune. Altre leggi che tentano di affrontare il problema, includono Dowry and Bridal Gifts Restrictions Rules, 1976 ed il Dowry Prohibition (Maintenance of Lists of Presents to the Bride and Bridegroom) Rules, 1985, che sono destinati a documentare i regali e fornire evidenza di prova nel caso in cui si verifichi successivamente l'accusa di reati commessi nei confronti della sposa.
La dote in India non è limitata agli indù o ad una religione specifica. al contrario, rimane una prassi sociale diffusa. Gli islamici classificano la jahez in due categorie: la prima comprende alcuni articoli essenziali per l'aspetto esteriore della sposa e per la vita coniugale. La seconda tipologia è costituita da beni di valore, vestiti, gioielli, denaro per la famiglia dello sposo, che è determinata a seguito di contrattazione. Il jahez spesso supera di gran lunga il costo del baraat e del banchetto matrimoniale. Il jahez è a sua volta cosa distinta dal pagamento in contanti come Mahr (controdote) imposti dalla Shari'a islamica. Sebbene da decenni l'india abbia approvato delle leggi per contrastare la pratica della dote, esse sono state oggetto di critiche per la scarsa efficacia. La tradizione della dote e il suo corollario di sangue continuano ad essere fuori controllo in vaste regioni dell'India, suggerendo l'opportunità di ulteriori interventi normativi in materia.
In India, si uccide ancora a causa di una dote ritenuta insufficiente, al culmine di una serie di abusi da parte della famiglia del marito.

### Bangladesh
L'usanza originale in Bangladesh era il prezzo della sposa, chiamato pegno, in cui la famiglia dello sposo effettua un pagamento ai genitori della sposa. Questo è stato gradualmente sostituito dalla dote, chiamata joutuk. Questa transizione nelle usanze è iniziata negli anni '60. All'inizio del 21º secolo, il prezzo della sposa è stato soppiantato dalla dote. Joutuk, a volte scritto Joutukh, come altrove nell'Asia meridionale, è un problema serio e crescente in Bangladesh. Si segnala che tra 0,6 e 2,8 spose all'anno ogni 100.000 donne muoiono a causa di violenze legate alla dote.
Il Bangladesh sta combattendo il problema con una legislazione ampiamente copiata da quella dell'India. Le leggi che proibiscono la dote in Bangladesh includono Dowry Prohibition Act, 1980; Dowry Prohibition (Amendment) Ordinance, 1982; and Dowry Prohibition (Amendment) Ordinance, 1986; Dowry Prohibition Act of 2018.

### Pakistan
In Pakistan, la dote è chiamata Jahez in arabo (derivato dall’islamico jahez-e-fatimi). Con oltre 2000 decessi all’anno correlati alla dote e tassi annuali superiori a 2,45 decessi ogni 100.000 donne per violenza legata alla dote, il Pakistan ha il numero più alto di tassi di mortalità per dote ogni 100.000 donne nel mondo.
Il Pakistan ha approvato diverse leggi per affrontare il problema delle eccessive richieste di dote: West Pakistan Dowry (Prohibition of Display) Act, 1967; Dowry and Bridal Gifts (Restriction) Act, 1976. I diritti delle donne all'eredità separati dalla dote sono protetti dalla Muslim Personal Law of Shariat of 1948 e dalla Muslim Family Laws Ordinance del 1961. Nell'ottobre 2020, il Pakistan è diventato il primo paese musulmano a rendere illegale ricevere la dote secondo i principi della sunna islamica.

### Nepal
La pratica della dote è comune in Nepal e la violenza correlata alla dote sta diventando sempre più un problema. Di conseguenza, il sistema della dote è stato vietato in Nepal.

### Sri Lanka
Qui, la dote è nota come dewedda. Il pagamento della dote in Sri Lanka ha una forte tradizione ed è stato collegato alla violenza familiare. Tuttavia la sua importanza è in declino e la violenza ad essa correlata non è così comune come in altri paesi dell'Asia meridionale, sebbene esista ancora.

### Afganistan
In Afghanistan la dote è chiamata Jehez ed è separata da Mahr, sherbaha e prezzo della sposa (localmente chiamato walwar, toyana o qalyn).

### Iran
La dote esiste in Iran da oltre 1000 anni ed è chiamata jahīzīeh (a volte scritto jahaz o jaheez, جهیزیه). Jahiz è costituito da paramenti, mobili, gioielli, denaro e altri accessori che la famiglia della sposa dà a quest'ultima per portarli con sé alla famiglia dello sposo. Jahiz è separato dal Mahr richiesto dalle leggi religiose della Shari'a, così come dal pagamento tradizionale di Shir Baha (letteralmente: prezzo del latte), nell'Iran rurale. La violenza e le morti legate alla dote in Iran sono riportate sui giornali iraniani, alcuni dei quali compaiono nei media inglesi.

### Turchia
La dote è nota come çeyiz in Turchia. Çeyiz è la proprietà e/o il denaro che la famiglia della sposa dà alla coppia al momento del matrimonio. Çeyiz è diverso e separato dal Mahr, che viene pagato dallo sposo alla sposa o dal tradizionale baslik in alcune parti della Turchia. La donazione della dote è stata sostituita con lo scambio di doni alla cerimonia del matrimonio da parte dei membri della famiglia nei tempi moderni.
Gli studiosi e le agenzie governative affermano che la violenza domestica è significativa nella popolazione turca a causa di controversie sulla dote.

### Thailandia
In Thailandia, è una pratica comune per gli uomini dare una dote, che in Thailandia è chiamata สินสอด. La dote è solitamente data dallo sposo ai genitori della sposa prima o durante il matrimonio. Spesso è sotto forma di denaro o oro.

### Azerbaigian
La dote è nota come cehiz in Azerbaigian. Il cehiz è la proprietà e il denaro che la famiglia della sposa deve dare alla famiglia dello sposo prima del matrimonio. Il cehiz è separato dal denaro previsto dal Mahr richiesto dai requisiti religiosi della Shari'a nell'Azerbaigian islamico.

### Tagikistan
In Tagikistan a volte ci si aspetta una dote, che spesso consiste in una collezione di abiti tradizionali che vengono esposti il giorno delle nozze. Tuttavia, la pratica è molto meno comune che in altre parti del mondo personificato, poiché il Tagikistan ha una forte storia di secolarismo dovuta al fatto di essere un'ex repubblica sovietica.

### Egitto
In Egitto, la dote è nota come Gehaz. Essa è la proprietà che una sposa dovrebbe portare con sé al matrimonio ed è diversa dalla dote (Mahr) pagata dallo sposo alla sposa secondo i requisiti della Shar'ia. Gehaz è osservata nell'Egitto rurale e urbano ed è tipicamente negoziata tra la famiglia dello sposo e quella della sposa. Gehaz include mobili, elettrodomestici, gioielli, porcellane, biancheria da letto e vari articoli per la casa. Le famiglie iniziano a riscuotere la dote anni prima che una ragazza venga promessa in sposa. Molte ragazze egiziane accettano lavori in modo da risparmiare il denaro necessario per soddisfare le richieste di dote previste.

### Algeria

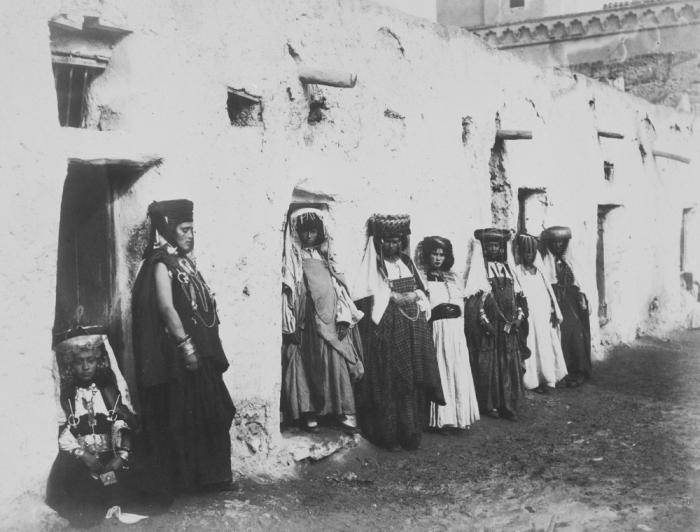
Ragazze musulmane Ouled Nail in attesa nelle strade di un villaggio algerino per guadagnare la dote come ballerine. (Foto della fine del XIX secolo, per gentile concessione del Tropenmuseum, Paesi Bassi)

Le ragazze musulmane Ouled Nail restavano in attesa nelle strade dei villaggi per guadagnare la dote come ballerine. I clienti algerini le invitavano nei caffè e nei festival o nei santuari degli walī musulmani. Quando le loro doti erano adeguate, tornavano ai loro villaggi di montagna e si sposavano all'interno della tribù. Questa tradizione secolare è continuata fino all'Algeria moderna.

### Marocco
La dote è una pratica tradizionale e attuale in Marocco e viene chiamata shura, shawar, ssdaq o amerwas a seconda della regione e dell'etnia del parlante (ad esempio arabo, berbero, ecc.). La dote in Marocco è separata dal Mahr o Sadaq che è religiosamente richiesto dalla Shari'a.

### Bosnia ed Erzegovina
La dote è un'antica usanza conosciuta come oprema in Bosnia ed Erzegovina. Nelle regioni vicine, a volte è chiamata prikija o ženinstvo. A volte viene usato un altro termine miraz, ma immigrato è anche usato per indicare l'eredità, qualcosa di diverso dalla dote.
Oprema si riferisce alla proprietà che i genitori della sposa le danno come parte del matrimonio. Spesso include mobili, utensili da cucina, oggetti decorativi, gioielli d'oro e altri oggetti. Oprema è anche diverso dal rituale pohod (dono, dar) della Bosnia ed Erzegovina, così come dal rituale ruho (vestito ricamato). Oprema viene discusso tra la famiglia dello sposo e quella della sposa prima del matrimonio; la famiglia dello sposo stabilisce le aspettative di qualità e quantità. L'oprema in genere non viene mostrato a coloro che partecipano al matrimonio. Oprema e dar sono un importante peso economico per la famiglia della sposa in Bosnia ed Erzegovina. Le famiglie più povere trascorrono anni a risparmiare denaro e ad acquistare oprema per far sposare la/le figlia/e.

### Serbia
La dote non è un'usanza slava; la Serbia medievale vi fu esposta per la prima volta dai bizantini. Durante l'era ottomana, la dote non esisteva. Sebbene l'usanza possa aver avuto un'adozione limitata nel XIX secolo, il regime comunista la mise fuori legge. È possibile che l'usanza possa essere sopravvissuta in alcune aree rurali fino ad oggi tra la popolazione rom.

## Diritto italiano
Con la riforma del diritto di famiglia del 1975 il nuovo testo del Codice civile dispone il divieto di costituzione di dote, sentita come un retaggio del passato.

## Violenza contro le donne e prospettive internazionali
Le controversie relative alla dote a volte sfociano in violenze contro le donne, tra cui omicidi e aggressioni con l’acido. Amnesty International ha affermato: 
[L]a realtà in corso della violenza legata alla dote è un esempio di cosa può accadere quando le donne sono trattate come proprietà. Le spose che non sono in grado di pagare l'alto "prezzo" per sposarsi vengono punite con la violenza e spesso con la morte per mano dei loro suoceri o dei loro stessi mariti.
La Dichiarazione sull'eliminazione della violenza contro le donne classifica la violenza contro le donne in tre categorie: quella che avviene in famiglia (DV), quella che avviene all'interno della comunità in generale e quella perpetrata o tollerata dallo Stato. La violenza familiare è definita come segue: 
Violenza fisica, sessuale e psicologica che si verifica in famiglia, tra cui percosse, abusi sessuali sulle bambine in casa, violenza legata alla dote, stupro coniugale, mutilazioni genitali femminili e altre pratiche tradizionali dannose per le donne, violenza non coniugale e violenza legata allo sfruttamento.
Kirti Singh afferma: "La dote è ampiamente considerata sia una causa che una conseguenza della preferenza per i figli maschi. La pratica della dote porta inevitabilmente alla discriminazione in diverse aree contro le figlie e le rende vulnerabili a varie forme di violenza". Singh suggerisce che questo potrebbe portare le ragazze ad essere indesiderate, ad aborti selettivi in base al sesso, o i suoi genitori potrebbero abbandonarle o maltrattarle dopo la nascita. L'UNICEF nota che la dote aiuta a perpetuare il matrimonio infantile. L'Organizzazione Mondiale della Sanità (OMS) ha espresso preoccupazione per i femminicidi correlati alla dote, citando lo studio di Virendra Kumar che sosteneva che le morti per dote si verificano principalmente in aree del subcontinente indiano. Essi notano che le stime per il numero effettivo di morti per dote all'anno variano ampiamente, da 600 a 750 omicidi all'anno a 25.000 omicidi all'anno, con i registri ufficiali del governo che suggeriscono 7.618 morti nel 2006. Rakhshinda Perveen afferma che in Pakistan ci sono migliaia di casi di rogo delle spose legati alla dote, ma poche azioni penali e rare condanne per violenza contro le donne legata alla dote.
L’UNODC include le morti per dote come una forma di violenza di genere. Circa il 4,6% dei crimini totali contro le donne in India sono stati correlati alle morti per dote e un altro 1,9% è stato correlato alla violazione del Dowry Prohibition Act. Il tasso di mortalità per dote in India è stato di circa 0,7 donne ogni 100.000 ogni anno dal 1998 al 2009.